# Famine de 1919-1922 au Kazakhstan
La famine de 1919-1922 au Kazakhstan est une famine ayant eu lieu au Kazakhstan pour les mêmes raisons que la famine soviétique de 1921-1922 : années de sécheresse successives, aggravées par la guerre civile russe et la prodrazviorstka adoptée par le gouvernement soviétique d'alors. À l'époque, les territoires des Kazakhs faisaient partie de la République socialiste soviétique autonome du Turkestan et, à partir de 1920, de la République socialiste soviétique autonome kirghize (1920-1925) (en), improprement appelée ainsi. Selon les estimations démographiques, 400 000 à 750 000 Kazakhs, soit 18,5 % à 33 % de la population, moururent de la famine.

## Famine
En 1919, environ la moitié de la population kazakhe est en situation de famine. Les épidémies de typhus et de paludisme sont répandues. Les plus grosses pertes de population sont dans les provinces d'Aktioubé, d'Akmola, de Kostanaï et d'Ouralsk. D'après les démographes, environ 18,5 % de la population meurt, ce qui équivaut à 400 000 personnes. Cependant, Turar Ryskulov, président du Comité Central Electoral de la République socialiste soviétique autonome du Turkestan, estime qu'« environ un tiers de la population a dû mourir », ce qui équivaut à 750 000 personnes.

## Aides
Le gouvernement soviétique a invité des organisations internationales telles que le Secours ouvrier international à apporter son aide et le Gouvernement Américain a apporté de l'aide de 1920 à 1923 par l'American Relief Administration (en). 1923 et 1924 sont des années charnières dans l'amélioration de l'économie du pays, la phase la plus intense de la famine se situant en 1922.